# Elezioni regionali in Belgio del 2019
Le elezioni regionali in Belgio del 2019 si sono tenute il 26 maggio, contestualmente alle elezioni parlamentari e alle elezioni europee.

## Risultati

### Fiandre
| Liste                                    | Voti      | %     | Seggi |
| ---------------------------------------- | --------- | ----- | ----- |
| Nuova Alleanza Fiamminga                 | 1 052 252 | 24,83 | 35    |
| Interesse Fiammingo                      | 783 977   | 18,50 | 23    |
| Cristiano-Democratici e Fiamminghi       | 652 766   | 15,40 | 19    |
| Liberali e Democratici Fiamminghi Aperti | 556 630   | 13,13 | 16    |
| Partito Socialista Differente            | 429 631   | 10,14 | 12    |
| Verdi                                    | 428 696   | 10,11 | 14    |
| Partito del Lavoro del Belgio            | 225 593   | 5,32  | 4     |
| Per gli Animali                          | 36 944    | 0,87  | –     |
| Unione dei Francofoni                    | 28 804    | 0,68  | –     |
| Altri <0,50%                             | 42 981    | 1,01  | 1     |
| Totale                                   | 4 238 274 | 100   | 124   |

### Vallonia
| Liste                                | Voti      | %     | Seggi |
| ------------------------------------ | --------- | ----- | ----- |
| Partito Socialista                   | 532 422   | 26,17 | 23    |
| Movimento Riformatore                | 435 878   | 21,42 | 20    |
| Ecolo                                | 294 631   | 14,48 | 12    |
| Partito del Lavoro del Belgio        | 278 343   | 13,68 | 10    |
| Centro Democratico Umanista          | 223 775   | 11,00 | 10    |
| Democratico Federalista Indipendente | 84 219    | 4,14  | –     |
| Partito Popolare                     | 74 622    | 3,67  | –     |
| Liste Destexhe                       | 30 878    | 1,52  | –     |
| Collettivo Cittadino                 | 26 673    | 1,31  | –     |
| Per gli Animali                      | 18 417    | 0,91  | –     |
| Altri <0,50%                         | 34 955    | 1,72  | –     |
| Totale                               | 2 034 813 | 100   | 75    |

### Regione di Bruxelles-Capitale
Collegio francofono
| Liste                                | Voti    | %     | Seggi |
| ------------------------------------ | ------- | ----- | ----- |
| Partito Socialista                   | 85 530  | 22,03 | 17    |
| Ecolo                                | 74 246  | 19,12 | 15    |
| Movimento Riformatore                | 65 502  | 16,87 | 13    |
| Democratico Federalista Indipendente | 53 638  | 13,81 | 10    |
| Partito del Lavoro del Belgio        | 52 297  | 13,47 | 10    |
| Centro Democratico Umanista          | 29 436  | 7,58  | 6     |
| Liste Destexhe                       | 10 052  | 2,59  | –     |
| Partito Popolare                     | 6 605   | 1,70  | –     |
| Per gli Animali                      | 5 113   | 1,32  | 1     |
| Collettivo Cittadino                 | 2 029   | 0,52  | –     |
| Altri <0,50%                         | 3 830   | 0,99  | –     |
| Totale                               | 388 278 | 100   | 72    |

Collegio fiammingo
| Liste                                    | Voti   | %     | Seggi |
| ---------------------------------------- | ------ | ----- | ----- |
| Verdi                                    | 14 425 | 20,61 | 4     |
| Nuova Alleanza Fiamminga                 | 12 578 | 17,97 | 3     |
| Liberali e Democratici Fiamminghi Aperti | 11 051 | 15,79 | 3     |
| Partito Socialista Differente            | 10 540 | 15,06 | 3     |
| Interesse Fiammingo                      | 5 838  | 8,34  | 1     |
| Cristiano-Democratici e Fiamminghi       | 5 231  | 7,47  | 1     |
| Agora                                    | 3 629  | 5,18  | 1     |
| Be One                                   | 3 021  | 4,32  | –     |
| Partito del Lavoro del Belgio            | 2 992  | 4,27  | 1     |
| Per gli Animali                          | 691    | 0,99  | –     |
| Totale                                   | 69 996 | 100   | 17    |

### Comunità germanofona del Belgio
| Liste                                 | Voti   | %     | Seggi |
| ------------------------------------- | ------ | ----- | ----- |
| ProDG                                 | 9 146  | 23,33 | 6     |
| Partito Cristiano Sociale             | 9 069  | 23,14 | 6     |
| Partito Socialista                    | 5 820  | 14,85 | 4     |
| Vivant                                | 5 807  | 14,81 | 3     |
| Ecolo                                 | 4 902  | 12,51 | 3     |
| Partito della Libertà e del Progresso | 4 454  | 11,36 | 3     |
| Totale                                | 39 198 | 100   | 25    |